# حسن تپه
حسن تپه مربوط به دوران پیش از تاریخ ایران باستان تا دوران‌های تاریخی پس از اسلام است و در شهرستان کبودر آهنگ، بخش مرکزی، روستای حاتم آباد واقع شده و این اثر در تاریخ ۱۰ دی ۱۳۸۱ با شمارهٔ ثبت ۷۰۲۷ به‌عنوان یکی از آثار ملی ایران به ثبت رسیده است.